# Indagine sulla canzone truccata
Indagine sulla canzone truccata fu uno speciale televisivo, andato in onda la sera del 25 febbraio 1998 alle 21 circa su Canale 5 con la conduzione di Emilio Fede. Il programma annunciò il finto arresto di Iva Zanicchi, rivelato solo al termine delle due ore di trasmissione, suscitando reazioni contrastanti nel mondo del giornalismo.

## Contesto
La trasmissione interruppe la normale programmazione della rete la sera del 25 febbraio 1998 mentre nel frattempo sulla rete concorrente, Rai 1, veniva proposta la seconda serata del Festival di Sanremo 1998 condotto da Raimondo Vianello e Veronica Pivetti.

### I fatti
Emilio Fede, all'epoca dei fatti direttore del TG4, interruppe così le trasmissioni per dar conto dell'arresto della cantante e conduttrice televisiva Iva Zanicchi, ripresa dalle telecamere di Telelombardia che mostravano una donna con gli occhiali, intenta a nascondersi il viso, mentre sale su una macchina.
A commentare i fatti in studio erano presenti Giuliano Ferrara, che affermò "Sono immagini che segnano la vita di un cittadino", Alba Parietti, Daniele Vimercati (direttore de Il Borghese) e Pupo.
Durante lo speciale si è parlato a più riprese del magistrato napoletano Sante Romoli, di una inesistente Santa Costanza (...) Vesuviana, titolare dell'inchiesta. Durante lo speciale si è parlato di manette facili, di magistrati incontrollabili e di arresti spettacolari.
Dopo le opinioni degli ospiti, fu il momento del collegamento con il Palazzo di Giustizia di Milano.

### La rivelazione dello scherzo
Lo scherzo fu svelato al pubblico dopo due ore di trasmissione attraverso una telefonata di un imitatore di Romano Prodi, allora Presidente del Consiglio, che disse: "La tv è un mezzo importante e non va gestita in questo modo. Se continuate così non entreremo in Europa". Subito dopo, la cantante si materializzò di fianco ad Emilio Fede, rivelandosi complice della bufala insieme agli altri ospiti in studio.
Un cartello con la scritta "Tutto ciò che vedrete è assolutamente falso" era apparso prima dell'avvio del programma. Nonostante ciò, molti telespettatori furono vittime dello scherzo.
La trasmissione sarebbe dovuta durare più a lungo, ma fu interrotta a causa dell'irruzione in studio di Iva Zanicchi che, spaventata dalla reazione di parenti e amici dopo aver visto il suo arresto in televisione, scoppiò in lacrime nei camerini e decise di bloccare lo scherzo per rassicurare i suoi cari.

## Le reazioni
La reazione del pubblico che in quel momento era di fronte alla TV fu principalmente di sorpresa, tanto che nel giro di poco tempo i centralini delle reti Mediaset vennero intasati dalle telefonate dei telespettatori allarmati dalla trasmissione in onda. In particolar modo anche i genitori della popolare conduttrice, nonostante fossero stati precedentemente avvisati da lei stessa del finto arresto, credettero alle immagini e contattarono la Zanicchi per chiedere rassicurazioni, a testimonianza di quanto lo scherzo fosse verosimile.

### Critiche
La bufala suscitò aspre polemiche soprattutto interne, nell'ambito dell'azienda Mediaset e in particolar modo da parte della redazione giornalistica del TG5, testata d'informazione dell'emittente sulla quale lo speciale è stato proposto. In particolar modo Enrico Mentana definì l'evento "un autogol, una stecca", mentre per Lamberto Sposini si trattò di "una tragicommedia dell'informazione, una bufala per i telespettatori, una vergogna per chi lavora tutti i giorni, e non "una tantum", per questa rete", riferendosi verosimilmente al direttore del TG4 che ha condotto il programma.
Michele Santoro paragonò l'evento a War of the Worlds, la falsa radiocronaca di Orson Welles su un'ipotetica invasione aliena, affermando che però in questa versione televisiva "l'uso del medium [...] non è stato esaltato, ma limitato, povero e prevedibile". In particolar modo, accusò lo speciale e le reti Mediaset in generale un eccessivo accanimento nei confronti della magistratura.
L'Ordine dei Giornalisti della Lombardia aprì un procedimento d'ufficio in merito nei confronti di Emilio Fede, mentre il segretario della Federazione Nazionale Stampa Italiana, Paolo Serventi Longhi, inviò una lettera a Fedele Confalonieri esprimendo "preoccupazione personale e di tantissimi colleghi giornalisti per l'uso improprio e spettacolare dell'informazione.
Altre critiche arrivarono anche da parte di Antonio Ricci, ideatore di Striscia la notizia.

### Le motivazioni degli autori
La trasmissione fu ideata da Sandro Parenzo, imprenditore cinematografico, e approvata da Maurizio Costanzo, in quel periodo direttore di Canale 5, che affermò di aver messo in scena una "provocazione mediatica per far riflettere sulla tv". Parlò di una "provocazione-divertimento", finalizzata a "guardare dentro l'oggetto tv e a discutere il limite tra il vero e il verosimile". Il conduttore Emilio Fede, invece, affermò che si trattava di una "provocazione sul modo di fare informazione, non sulla politica o sulla giustizia, che ritengo cose ben più serie sulle quali non mi pronuncio. Volevo vedere che riscontro avrebbe avuto sui giornali".